# The Legend of Zelda: A Link Between Worlds Original Soundtrack
The Legend of Zelda: A Link Between Worlds Original Soundtrack è la colonna sonora originale di The Legend of Zelda: A Link Between Worlds. Era disponibile sul Club Nintendo in Giappone nel 2014 e in Europa nel 2015. La colonna sonora include 2 dischi con 89 brani più 16 brani musicali del Bar Latteo. Inoltre, include un inserto con note di copertina del compositore Ryo Nagamatsu e 12 estratti della partitura.

## Tracce

### Disco 1
1. The Adventure Begins – 0:06
2. A Kingdom's Legend – 2:28
3. Title Screen – 0:38
4. Selection Screen – 0:57
5. Nightmare – 0:35
6. Hyrule at Peace – 1:16
7. Seres's Screams – 0:19
8. Cavern Theme (Going Underground) – 0:59
9. The Ruined Room – 0:56
10. The Ruined Room (Battle Theme) – 0:41
11. At the Sanctuary – 2:26
12. Drama in the Sanctuary – 2:38
13. Ravio's Theme – 1:11
14. Ravio's Shop – 1:02
15. Kakariko Village – 2:09
16. An Anxious Sahasrahla – 0:41
17. Hyrule Castle at Peace – 1:40
18. Meeting Princess Zelda – 1:54
19. Hyrule Theme – 3:05
20. The Three Dungeons of Hyrule – 3:24
21. The Bosses of Hyrule – 0:45
22. Beating the Boss – 0:21
23. Venturing Indoors – 1:01
24. Hyrule Hotfoot – 1:23
25. Rupee Rush – 0:28
26. Mother Maiamai's Theme – 1:39
27. Mother Maiamai's Fanfare – 0:08
28. At the Milk Bar-1:08 – 1:08
29. Irene, the Apprentice Witch – 0:57
30. Sorcery – 0:42
31. Fortune Teller – 0:40
32. Yuga's Theme – 0:53
33. Facing Yuga in the Eastern Palace – 0:59
34. A Painting of Link – 1:17
35. Hyrule Castle Sealed – 1:56
36. Zora Trouble – 1:30
37. Restoring Queen Oren – 1:27
38. The Lost Woods – 0:52
39. Deeper into the Lost Woods – 1:03
40. Master Sword Fanfare – 0:16
41. Hyrule Theme 2 – 2:54
42. Hyrule Castle Battle Theme – 2:56
43. A Painting of Princess Zelda – 0:36
44. Between Worlds – 0:48
45. Facing Yuga in Hyrule Castle – 2:17
46. Yuga Gloats – 0:50
47. Enter Ganon – 1:12
48. Princess Hilda Appears – 3:15
49. StreetPass Battle Theme – 1:37
50. Solving a Puzzle – 0:06
51. Game Over (Theme) – 0:46
52. Mini Item Fanfare – 0:06
53. Item Fanfare – 0:07
54. Hyrule Theme (Milk Bar Musicians) – 1:05
55. Selection Screen (Milk Bar Musicians) – 1:26
56. Zelda's Theme (Milk Bar Musicians) – 1:31
57. Ravio's Theme (Milk Bar Musicians) – 0:48
58. Kakariko Village (Milk Bar Musicians) – 1:38
59. Hyrule Castle (Milk Bar Musicians) – 1:43
60. Facing Yuga at Hyrule Castle (Milk Bar Musicians) – 1:12
61. Hilda's Theme (Milk Bar Musicians) – 1:21
62. Mini Item Fanfare (Milk Bar Musicians) – 0:07
63. Item Fanfare (Milk Bar Musicians) – 0:05

Durata totale: 76:56

## Disco 2
1. Lorule Theme – 2:30
2. Scaling Death Mountain – 2:19
3. Octoball Derby – 1:33
4. Octoball Derby Results – 0:16
5. Treacherous Tower – 1:12
6. Treacherous Tower Regular Results – 0:38
7. Treacherous Tower Complete Results – 0:38
8. Thieves' Hideout – 2:10
9. Don't Leave Me Here! – 1:46
10. In the Desert Palace – 3:33
11. Swamp Palace – 2:33
12. Ice Ruins – 3:03
13. A Trip to Turtle Rock – 2:45
14. Skull Woods – 3:21
15. Sneaking into the Dark Palace – 1:34
16. The Dark Palace – 3:04
17. The Bosses of Lorule – 1:09
18. Zelda's Charm Fanfare – 0:10
19. Song of the Sages – 2:16
20. Completing the Triforce – 2:45
21. Triforce Fanfare – 0:13
22. Lorule Theme 2 – 2:47
23. Lorule Castle – 7:28
24. The Story of Lorule – 1:06
25. Ganon Returns – 0:49
26. Facing Ganon – 1:59
27. Hilda and Ganon – 1:17
28. Final Showdown with Ganon – 3:03
29. Ravio's Return, Hilda's Sorrow – 2:50
30. Hilda's Change of Heart (Return to Hyrule) – 3:32
31. Light in Lorule – 1:33
32. Credits (Theme) – 4:17
33. Grand Finale – 0:17
34. Rupee Total Fanfare – 0:06
35. Hero Mode Fanfare – 0:06
36. Item Fanfare (Final Showdown) – 0:07
37. Lorule Theme (Milk Bar Musicians) – 1:27
38. Death Mountain (Milk Bar Musicians) – 1:16
39. Lorule Dungeon Theme (Milk Bar Musicians) – 1:10
40. Lorule Castle (Milk Bar Musicians) – 1:19
41. Ganon's Theme (Milk Bar Musicians) – 1:05
42. Ballad of the Goddess (Milk Bar Musicians) – 1:20

Durata totale: 78:22